# Klara Nowakowska
Klara Nowakowska (ur. 1978) – polska poetka. Mieszka we Wrocławiu.

## Nagrody
Laureatka Nagrody Głównej IV Ogólnopolskiego Konkursu Poetyckiego im. Jacka Bierezina 1998 za projekt tomu Zrosty. Nominowana do Wrocławskiej Nagrody Poetyckiej Silesius 2014 w kategorii książka roku za tom Niska rozdzielczość. 

## Poezja
- Zrosty (Stowarzyszenie Pisarzy Polskich Oddział w Łodzi, Łódź 1999)
- Wodne wiersze (2002)
- Składnia (Biuro Literackie, Wrocław 2004)
- Ulica Słowiańska (Fundacja na Rzecz Kultury i Edukacji im. Tymoteusza Karpowicza, Wrocław 2012)
- Niska rozdzielczość (Fundacja na Rzecz Kultury i Edukacji im. Tymoteusza Karpowicza, Wrocław 2013)